# Sion Sono
Sion Sono (園 子温, en kanji, Sono Shion en rōmaji; nacido en diciembre de 1961, en Toyokawa, Japón) es un director de cine y poeta japonés. Reconocido internacionalmente y galardonado con múltiples premios en diversos festivales de cine de renombrado prestigio (Festival Internacional de Cine de Berlín, Festival Internacional de Cine de Karlovy Vary, Festival de Cine de Sitges, BAFF, etc), Sion Sono es un director controvertido por las temáticas de sus películas.

## Inicios de su carrera
Sono comenzó su carrera como poeta en 1978 cuando solo tenía 17 años de edad. Sus poemas aparecieron en publicaciones populares japonesas como "The Modern Poem Book" (El libro de poema moderno). Posteriormente, se matriculó en la Universidad Hosei, pero dejó la escuela a mediados de curso y comenzó a hacer películas de 8 mm. En 1985, debutó en el Festival de Cine PIA con un cortometraje experimental de 30 minutos, I am Sion Sono! (Ore wa Sion Sono da!), una selección de su poesía que se leyó en la pantalla. En 1987, participó con la película A Man's Hamamichi (Otoko no Hanamichi), y ganó el Gran Premio.

## Característica cineasta
Después de recibir una beca con PIA, Sono hizo su primer largometraje 16 mm en 1990, Bicycle Sights (Jitensha Toiki), el cual coescribió, dirigió y protagonizó él mismo. Bicycle Sights  tuvo gran éxito de taquilla en Japón, y durante casi dos años se presentó en más de 30 festivales de cine de toda Europa y Asia. En 1992, la segunda película de Sono fue The Room (Heya), también escrito por él mismo, una extraña historia sobre un asesino en serie en busca de una habitación en un barrio triste, en un distrito de Tokio, participó en el Tokio Festival de Cine Sundance y ganó el Premio Especial del Jurado. The Room también recorrió en 49 festivales en todo el mundo, incluyendo el Festival de Cine de Berlín y el Festival de Cine de Róterdam.
En esta etapa Sono apareció como actor en la película I Hate You... Not (Kirai... Janaiyo), y en 1994 llamó la atención de los aclamados directores franceses Jean-Jacques Beineix y Jackie Bastide, que utilizaban material de poesía de Sion Sono, y lo entrevistaron para su famoso documental, Otaku, sobre el estilo de vida otaku y posmodernismo en Japón. Sin embargo, Sono apareció como el opuesto de un otaku, el material usado era de él, de sus ingresos de actividad y de las actuaciones de su grupo. Otaku fue un éxito y la fama lo hizo ganar tanto como un poeta y figura prominente en el cine independiente japonés.
Sion Sono también siguió para dirigir y escribir varias películas, tales como Keiko Desukedo (una película sobre la vida solitaria de una camarera) en 1997 y el corto Kaze en 1998.

## Primeros proyectos
Volviendo a las raíces de poeta, en 1997 Sion Sono llevó a cabo una actuación polémica, un proyecto llamado Tokyo Gagaga, que elevó su popularidad en la comunidad poética en Japón. El proyecto en sí fue una actuación extendida que Sion Sono y un grupo que él fundó habían hecho antes en cortos períodos de tiempo. El rendimiento ofrecido era de una protesta con pinturas en torno a diversos lugares populares y estaciones de metro en Tokio (a saber, la estación de Shibuya), donde los dos mil miembros de Gagaga se colocaron poemas pintados con tinta negra en banderas enormes. Aunque la policía apareció con bastante frecuencia durante el proyecto Gagaga, que duró un par de semanas, y también se convirtió en un libro por el final de la actuación con un éxito inmediato.
Después de este período, Sono siguió su carrera cinematográfica en 1998 con una película sobre un asesino en serie, Dankon: The Man, y también participó como protagonista, director y escritor en el pseudo-documental Utsushimi en el año 2000, sobre tres artistas (él mismo, un profesor de Butoh, Maro Akaji y un diseñador de moda, Arakawa Shinichiro) y su carrera para hacer una película juntos, como una historia de comedia romántica.
También participó en un pequeño papel como actor en la película y novela de la adaptación de Blind Beast vs. Dwarf (Moju tai Issunbôshi) y 0cm4 lanzado en 2001, una película experimental sobre un hombre daltónico y cómo su mundo cambia bruscamente y gravemente después de una operación que lo cura, protagonizada por Masatoshi Nagase, quien se convirtió en un amigo cercano a Sion Sono.

## Popularidad en todo el mundo y proyectos actuales
En 2001, Sion Sono escribió, dirigió y filmó en un tiempo récord de dos semanas (y se reunieron en cuatro) lo que más tarde se convertiría en su película más exitosa hasta la fecha: Suicide Club (Jisatsu Saakuru), un thriller inquietante sobre un suicidio en masa en Japón. La película, una vez más se unen los amigos favoritos de Sono; Masatoshi Nagase (de 0cm4) y Maro Akaji (de Utsumishi), junto con grandes estrellas como Ryo Ishibashi y Rolly, aunque incluyó el uso de sus actores más desconocidos como Saya Hagiwara. Suicide Circle se convirtió en un gran éxito comercial en Japón y se presentó también en varios festivales de cine, donde fue re titulado Suicide Club, (una supuesta traducción literal de "saakuru" サークル, que significa "circulo", ya que los clubes en las escuelas en Japón se les llaman círculos). Ganó el Premio Pionera y la mayoría de las Pionera del premio de Cine de jurado en el Festival Fant-Asia Film.
La escena de apertura del Suicide Club fue impactante y extrema, la hizo famosa en todo el grupo de fanes de terror independiente, convirtiéndose en una película de culto, y como resultado fue la primera película de Sion Sono para obtener una versión oficial de DVD en el Occidente. Esto lo convirtió en un director popular en la comunidad de J-Horror de habla inglesa, que comenzaron a buscar con interés sus películas, cuando Sono declaró que Suicide Club sería parte de una trilogía.
Tras el enorme éxito que Suicide Club representó en la carrera de Sono como cineasta, decidió mejorar su fama como escritor y publicó una novela titulada Jisatsu Saakuru: kanzenban (Suicide Circle: La edición completa), que sirvió como una parte de la historia y como secuela de la película. También trabajó con el mangaka Usumaru Furuya y lanzó el manga Suicide Circle, que era una historia completamente diferente, como Sono pidió. También publicó varias películas, tales como Chichi no Nichi y HAZARD, protagonizada una vez más por Saya Hagiwara.
El 2005 fue un año importante en la carrera de Sion Sono. Él escribió y dirigió Into a dream (Yume no Naka e), que también publicó una novela más tarde, en el estilo de su primera película Bicycle Sights, sobre la vida de un miembro de un grupo de teatro y su búsqueda para encontrar quién es.
Pocas semanas después de eso, lanzó la segunda parte del Suicide Circle, basada en la novela Kanzenban. Noriko's Dinner Table fue dirigida y escrita también por él, y fue parte de los doce festivales de cine en todo el mundo. Para esta película trabajó con muchos actores por primera vez, y tomó la historia de Suicide Circle en un nivel diferente. Por sus esfuerzos, recibió el Premio Don Quijote y una Mención Especial en el Festival de Karlovy Vary.
A finales de 2005, Sion Sono también estrenó un proyecto personal con el famoso actor Ishida Issei y la legendaria actriz Masumi Miyazaki, en lo que se convirtió en su aclamado regreso después de una década fuera de la pantalla. Strange Circus (Kimyô na Sâkasu), dirigido, escrito, compuesto y cinematografiado por Sono, tomó elementos de la tristeza célebre del teatro Grand Guignol y una historia de las mentes de ambos personajes, Masumi y Sono, lleno de incesto, abuso sexual, problemas familiares, gore, y un retorcido sentido de la realidad. La película participó en festivales de cine con un gran éxito, impulsando a Masumi y la carrera de Sono.
En el 2008, dirigió y escribió la popular película Love Exposure, ganando muchos premios y críticas positivas en los diversos festivales de cine alrededor del mundo. Fue el director de la película basada en el libro Lords of Chaos, y trabajó en el thriller Cold Fish.
Desde 1993, Sion Sono siempre ha escrito los guiones y supervisado las bandas sonoras de sus películas junto a su camarógrafo Otsuka Yuichiro.
Sion Sono siempre usa su sombrero negro de marca Fedora en sus apariciones públicas.
Su película, Himizu, estuvo programada para competir en el Festival Internacional de Cine de Venecia de 2011 en septiembre del 2011.
En 2019 dirigió para Netflix la serie The Forest of Love.

## Filmografía

### Películas
- I Am Sion Sono!! (俺は園子温だ!, Ore wa Sion Sono da!!) (cortometraje) (1985)
- A Man's Hanamichi (Otoko no Hanamichi)
- Kessen! Joshiryo tai Danshiryo
- Bicycle Sighs (自転車吐息, Jitensha toiki) (1990)
- The Room (部屋 THE ROOM, Heya) (1992)
- Keiko desu kedo (桂子ですけど) (1997)
- Kaze (1997)
- Dankon: The Man (1998)
- Seigi no Tatsujin Nyotai Tsubo saguri (2000)
- Utsushimi (2000)
- 0cm4
- BAD FILM
- Suicide Club (自殺サークル, Jisatsu saakuru) (2002)
- Chichi no Hi
- Otona ni Nattara
- Into a Dream (夢の中へ, Yume no naka e) (2005)
- Noriko's Dinner Table (紀子の食卓, Noriko no shokutaku) (2005)
- Strange Circus (気球クラブ、その後, Kimyô na sâkasu) (2005)
- Hazard (ハザード) (2006)
- Jikô keisatsu (serie TV, 1 episodio) (2006)
- Kikyû kurabu, sonogo (2006)
- Exte: Hair Extensions/Ekusute (2007)
- Love Exposure (愛のむきだし, Ai no mukidashi) (2008)
- Chanto Tsutaeru
- Cold Fish (2010)
- Lords of Chaos
- Guilty of Romance (Koi no Tsumi) (2011)
- Himizu (2011)
- The Land of Hope (Kibō no Kuni) (2012)
- Why Don't You Play In Hell? (Jigoku de naze warui) (2013)
- ABCs of Death 2 (2014)
- Tokyo Tribe (2014).
- All Esper Dayo! SP (2015) Director [TV Movie]
- Shinjuku Swan (2015) Director
- Love & Peace (2015) Director and writer
- Tag (2015) Director and writer
- The Whispering Star (2015) Director y guionista
- The Virgin Psychics (2015) Director y guionista
- Madly (2015) Director [Antología]
- Antiporno (2016) Director
- Shinjuku Swan II (2017) Director
- Tokyo Vampire Hotel (2017) Director y guionista
- The Bastard and the Beautiful World (2018) Director y guionista
- Prisoners of the Ghostland (2019) Director y guionista
- The Forest of Love (2019) Director y guionista

### Series
- Minna! Esupâ dayo! (2013)

### Actuación
- I Am Sion Sono!! (1985)
- A Man's Hanamachi (1986)
- I Hate You... Not (Kirai... Janaiyo) (1991)
- Otaku (1994)
- Blind Beast vs. Dwarf (2001)

## Premios
Fantastic Fest de Austin
- 2007 - Mejor película - Ekusute

Festival Internacional de Cine de Berlín
- 2006 - Lector de Jurado del "Berliner Zeitung" - Strange Circus
- 2009 - Premio Caligari por película - Love Exposure
- 2009 - Federación Internacional de la Prensa Cinematográfica - Love Exposure

Festival Fant-Asia
- 2003 - Película Más Innovadora - Suicide Club
- 2003 - Premio Fant-Asia por película Vanguardista - Suicide Club
- 2009 - Mejor Película Asiática - Love Exposure
- 2009 - Mejor Película Innovadora - Love Exposure
- 2009 - Premio Especial del Jurado - Love Exposure

Festival Internacional de Cine de Karlovy Vary
- 2005 - Premio Don Quijote - Noriko's Dinner Table
- 2005 - Mención Especial - Noriko's Dinner Table

Mainichi Film Award
- 2010 - Mejor Director - Love Exposure

Festival de Cine de Sitges
- 2015 - Premio Máquina del Tiempo

## Nominaciones
Asia Pacific Screen Awards
- 2009 - Logro Cómo Director - Love Exposure

Asian Film Awards
- 2010 - Mejor Director - Love Exposure

Festival Internacional de Cine de Karlovy Vary
- 2005 - Globo de Cristal - Noriko's Dinner Table